# Granby, Sigtuna kommun
Granby är en tätort i Sankt Pers socken i Sigtuna kommun i Stockholms län, belägen i kommunens västra del.

## Befolkningsutveckling
| Befolkningsutvecklingen i Granby 2015–2020                                                   | Befolkningsutvecklingen i Granby 2015–2020 | Befolkningsutvecklingen i Granby 2015–2020 | Befolkningsutvecklingen i Granby 2015–2020 | Befolkningsutvecklingen i Granby 2015–2020 |
| -------------------------------------------------------------------------------------------- | ------------------------------------------ | ------------------------------------------ | ------------------------------------------ | ------------------------------------------ |
|                                                                                              |                                            |                                            |                                            |                                            |
| År                                                                                           |                                            |                                            | Folkmängd                                  | Areal (ha)                                 |
| 2015                                                                                         | 2015                                       |                                            | 240                                        | 48                                         |
| 2020                                                                                         | 2020                                       |                                            | 299                                        | 52                                         |
| Anm.: Ny tätort 2015, var tidigare en småort som 2010 hade 132 invånare på en ytan 29 hektar |                                            |                                            |                                            |                                            |